# Jerzy Einhorn
Jerzy Einhorn, född 26 juli 1925 i Częstochowa i Polen, död 28 april 2000 i Danderyd, var en svensk läkare, professor i radioterapi och kristdemokratisk politiker.

## Biografi
Jerzy Einhorn blev medicine doktor 1958 på en avhandling om samspelet mellan hormonet tyreotropin och sköldkörtelns funktion.. År 1959 blev han docent i radioterapi vid Karolinska Institutet och 1967 överläkare vid Radiumhemmet och professor i radioterapi. Han var ordförande för European Federation of Cancer Societies från 1975 samt ordförande i Karolinska Institutets Nobelförsamling från 1984 för bedömning och beslut om varje års Nobelpristagare i medicin.
Einhorn var riksdagsledamot för Kristdemokraterna 1991–1994 för Stockholms kommuns valkrets. I riksdagen drev han igenom och var med och utarbetade ett förslag till prioritering inom vården publicerad 1995 som "Vårdens svåra val", SOU 1995:5.
År 1999 instiftades Äldrepriset på initiativ av Jerzy Einhorn. Han var även ordförande i Kristdemokratiska seniorförbundet från dess bildande 1993 till sin död år 2000.
Han var gift med Nina Einhorn från 1949 samt far till Lena och Stefan Einhorn. Hans föräldrar var Pinkus Einhorn och Sarah Blibaum. Einhorn har i sina memoarer med titeln Utvald att leva beskrivit sin uppväxt och ungdomsåren i Polen och hur han som en av få polska judar överlevde Förintelsen.
Han var bland annat engagerad för Israels sak och den sionistiska frågan.